# Romanogobio belingi

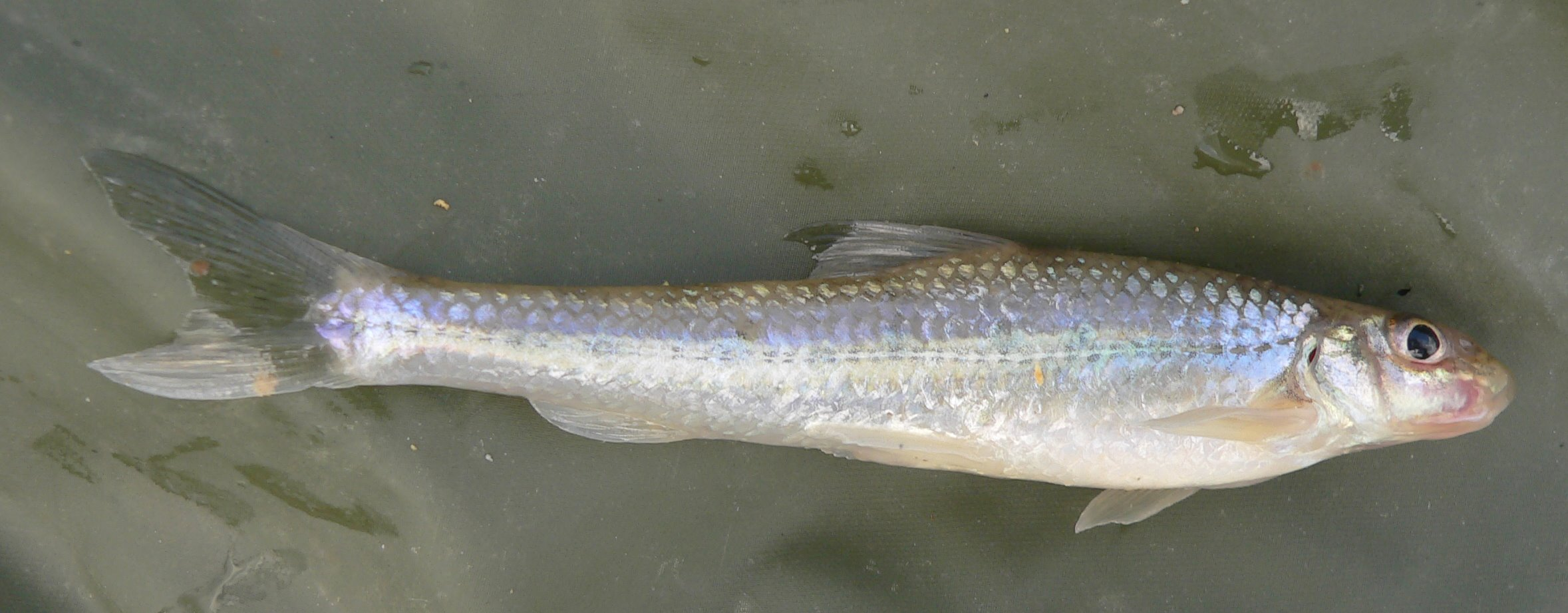
Un exemplar acabat de pescar

 Romanogobio belingi és una espècie de peix cipriniforme de la família dels ciprínids que es troba a Europa i al territori de l'antiga URSS.
Els mascles poden assolir els 11,5 cm de longitud total.